# Флореста
Флореста (итал. Floresta) је насеље у Италији у округу Месина, региону Сицилија.
Према процени из 2011. у насељу је живело 505 становника. Насеље се налази на надморској висини од 1256 м.

## Становништво
Према резултатима пописа становништва 2011. у општини је живело 516 становника.
| 1936. | 1951. | 1961. | 1971. | 1981. | 1991. | 2001. | 2011. |
| ----- | ----- | ----- | ----- | ----- | ----- | ----- | ----- |
| 2.119 | 1.872 | 1.415 | 998   | 1.035 | 923   | 637   | 516   |